# Municipio de Beaver (condado de Grundy)
El municipio de Beaver (en inglés: Beaver Township) es un municipio ubicado en el condado de Grundy en el estado estadounidense de Iowa. En el año 2010 tenía una población de 610 habitantes y una densidad poblacional de 6,6 personas por km².

## Geografía
El municipio de Beaver se encuentra ubicado en las coordenadas 42°30′46″N 92°43′54″O / 42.51278, -92.73167. Según la Oficina del Censo de los Estados Unidos, el municipio tiene una superficie total de 92.44 km², de la cual 92,44 km² corresponden a tierra firme y (0 %) 0 km² es agua.

## Demografía
Según el censo de 2010, había 610 personas residiendo en el municipio de Beaver. La densidad de población era de 6,6 hab./km². De los 610 habitantes, el municipio de Beaver estaba compuesto por el 99,18 % blancos, el 0,33 % eran asiáticos y el 0,49 % eran de una mezcla de razas. Del total de la población el 0,66 % eran hispanos o latinos de cualquier raza.